# Jah Wobble

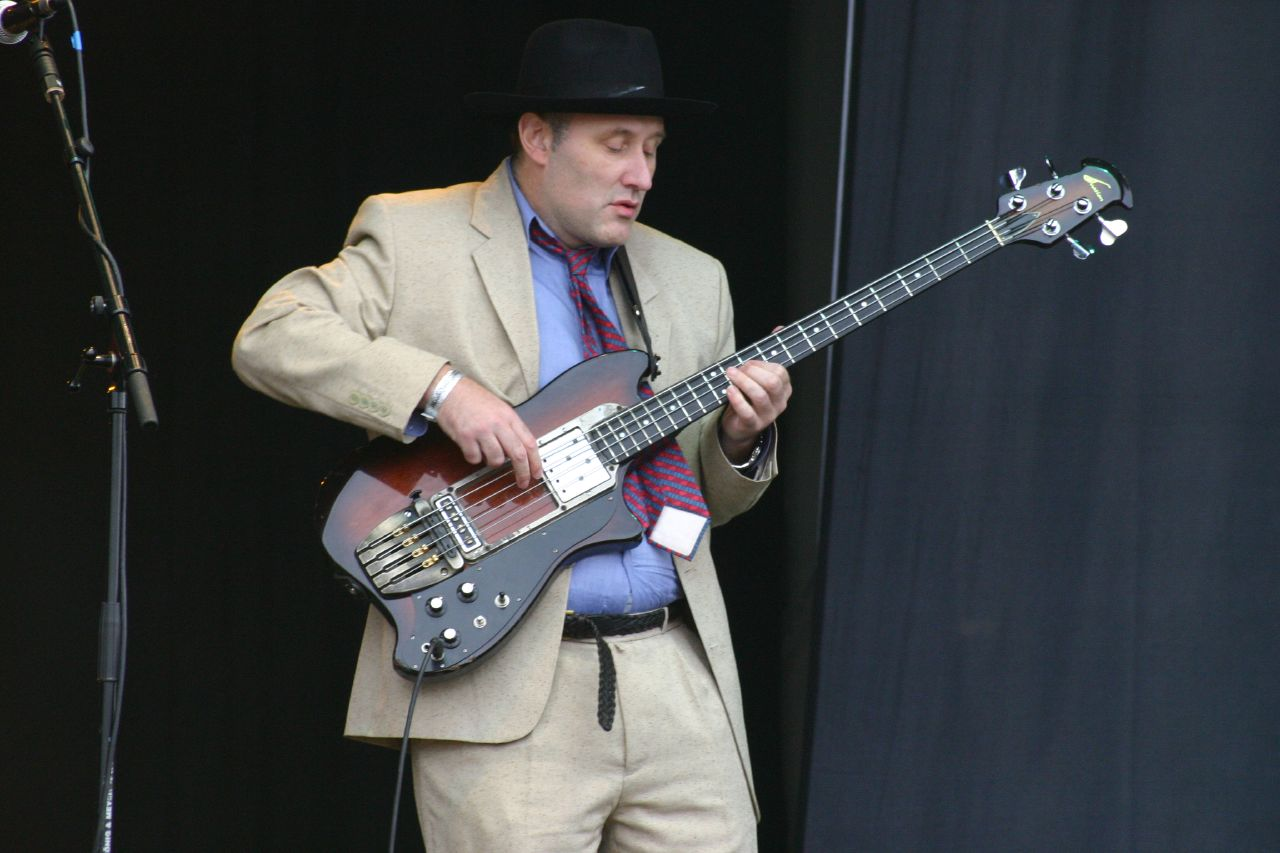
Jah Wobble in 2005

Jah Wobble, pseudoniem van John Wardle, (Stepney, 11 augustus 1958) is een Brits bassist, songwriter en dichter. Hij begon zijn carrière als bassist in 1978 bij de band Public Image Ltd. (PiL) die dat jaar werd opgericht door zijn jeugdvriend John Lydon, de frontman van Sex Pistols.

## Loopbaan
In PiL maakte Wobble, die voor het eerst basgitaar speelde, een bijzondere vorm van dansmuziek: een opzwepend funkritme, diepe basgrooves in de dubtraditie, en hoekig gitaarspel doorspekt met elektronische effecten. Deze stijl werd later het handelsmerk van Wobble. Het spelen in een band was voor de talentvolle Wobble echter veel te beperkend, waardoor hij al na twee jaar uit PiL stapte om een succesvolle solocarrière te starten.
Vanaf 1980 bouwde Wobble het dubkarakter verder uit. Met zijn bekendste band Invaders Of The Heart, maar ook sporadisch met de hulp van Holger Czukay (Can), combineert hij repetitieve dubbassen met Arabische melodieën, zwoele zangvocalen, Afrikaanse percussie en elektronische klanktapijten. In 1981 scoorde hij een hit met ‘How Much Are They’. Dit was afkomstig van zijn album “Full Circle” dat hij samen met Can-leden Holger Czukay en Jaki Liebezeit had opgenomen. 
Wobble voelt zich thuis in vele genres: reggae, dub, wereldmuziek, postpunk, Arabische muziek, folk, ambient, pop, jazz en elektronische muziek. Hij werkte samen met internationale artiesten als The Edge, Primal Scream, Brian Eno, Sinéad O'Connor, Peter Gabriël, The Irresistible Force en The Orb.

## Discografie

### Hitsingles
- PIL – Public Image (1978) VK #9
- PIL – Death Disco (1979) VK #20
- Jah Wobble – How Much Are They? (1981)
- Jah Wobble - Bomba (1990)
- The Orb (feat. Jah Wobble) – Blue Room (1992) VK #8
- Jah Wobble & The Invaders Of The Heart (feat. Sinéad O'Connor) – Visions Of You (1992) VK #35
- Björk (feat.Jah Wobble) – Play Dead (1993) VK #12
- Jah Wobble & The Invaders Of The Heart - Becoming more like God feat. Anneli Drecker(1994) VK #36

### Albums
- First Issue/Public Image (1978 - met PiL)
- Metal Box/Second Edition (1979 - met PiL)
- Paris au Printemps/Paris In The Spring (1980 - concert met PiL)
- The Legend lives on - Jah Wobble in "Betrayal" (1980)
- Bedroom Album (1983)
- Snake Charmer (1983)
- Neon Moon (1985)
- Tradewinds (1986)
- Psalms (1987)
- Without Judgement (1990) met Invaders Of The Heart
- Rising Above Bedlam (1991) met Invaders Of The Heart, vocals van Natasha Atlas en Sinéad O'Connor
- Take Me to God (1994) met Invaders Of The Heart
- Spinner (1995) met Brian Eno
- Heaven and Earth (1995)
- The Inspiration of William Blake (1996)
- Celtic Poets (1997) met Invaders Of The Heart
- Requiem (1997)
- The Light Programme (1997)
- Umbra Sumus (1998)
- Deep Space (1999) met Bill Laswell en Jaki Leibezeit
- Full Moon Over the Shopping Mall (1999) met Invaders Of The Heart
- Beach Fervour Spare (2000)
- Molam Dub (2000) met The Invaders of the Heart en Molam Lao
- Passage To Hades (2001-
- Radioaxiom (met Bill Laswell) (2001)
- Deep Space: Largely Live in Hartlepool & Manchester
- Solaris: Live in Concert (2002)
- Fly
- I Could Have Been a Contender (compilatie) (2006)
- The Five Tone Dragon (Wobble en Zi Lan Liao)
- 30 Hertz - A Collection of Diverse Works From A Creative Genius
- Elevator music (2004)
- English Roots Music (met The Invaders of the Heart) (2003)
- Car Ad Music
- Mu (2005)
- Shout at the Devil (met Temple of Sound) (2002)
- Alpha-One-Three (2006)
- Jah Wobble & The English Roots Band
- Chinese Dub  (2009)
- Japanese Dub  (2010)